# Nieuwe Hanze

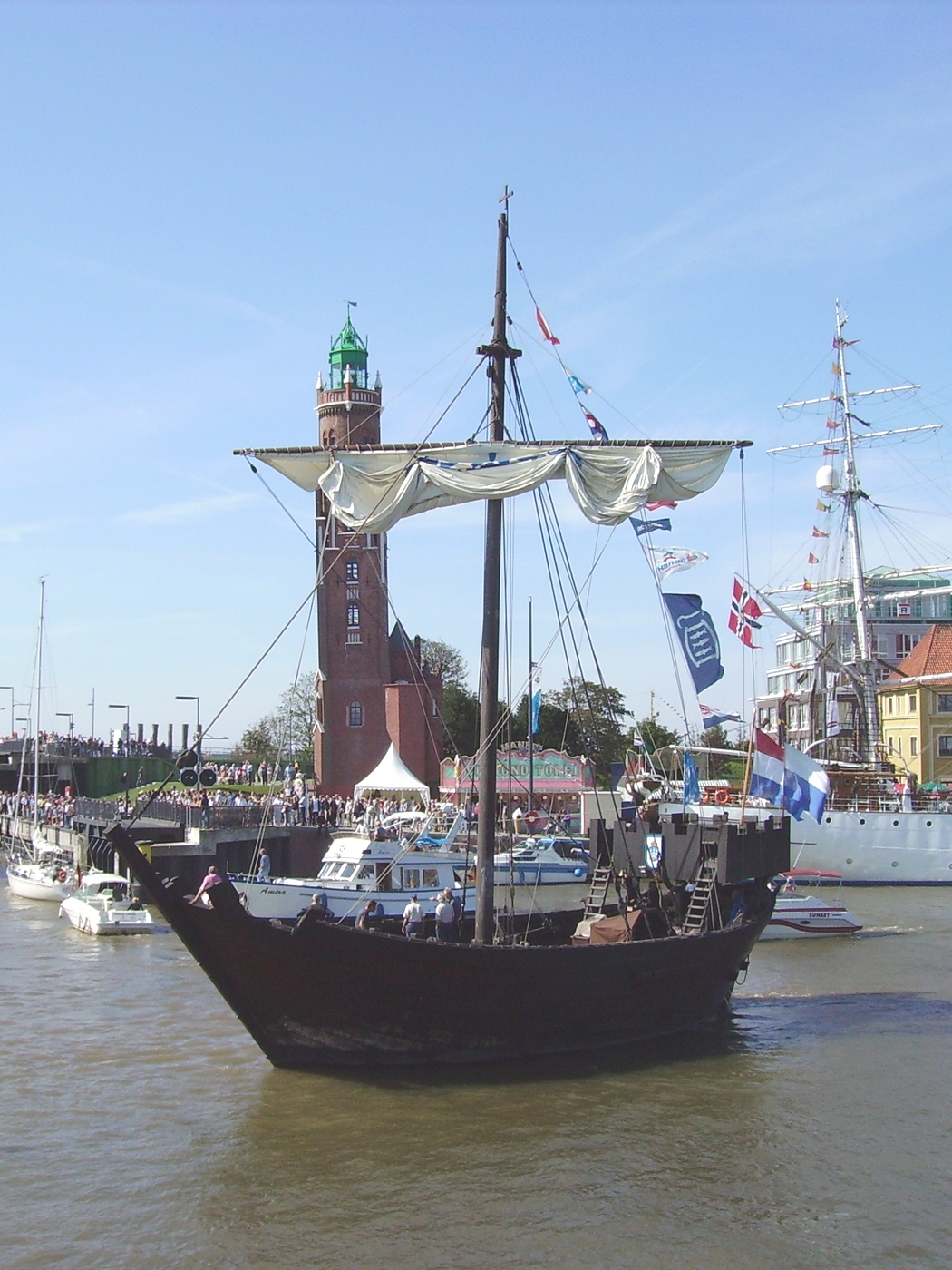
De Kamper kogge in 2007 in collega-Hanzestad Bremerhaven

De Nieuwe Hanze is een cultureel, sociaal, economisch en burgerlijk samenwerkingsverband van steden en plaatsen die vroeger lid waren van de Duitse Hanze of daar veel handel mee gedreven hebben. Deze eigentijdse hanze werd in 1980 in Zwolle opgericht.
De Nieuwe Hanze wil bijdragen aan Europese eenheid door het concept van de internationaal georiënteerde Europese stad/gemeente vorm te geven. Het verbond wil ook het historisch besef van de meewerkende plaatsen vergroten en samenwerking tussen deze plaatsen aanmoedigen. De Nieuwe Hanze is een Europese Culturele Route van de Raad van Europa.
Beslissingen binnen de Nieuwe Hanze worden door een vergadering genomen waarin alle lidsteden en -plaatsen een stem hebben. Er is ook een commissie met speciale bevoegdheden waarin alle landen met lidsteden een stad (en Duitsland 5 steden) kunnen kiezen. Momenteel hebben België, Engeland, Estland, Finland, Frankrijk, IJsland, Letland, Litouwen, Nederland, Noorwegen, Polen, Rusland, Schotland, Zweden en Wit-Rusland zitting in die Commissie. Verder is er een raad met een president en twee vicepresidenten. De president (voorzitter) van deze raad is altijd de burgemeester van Lübeck omdat die stad vroeger de leider van de Hanze was. Sinds 2004 is er een Hanzegilde met als taken onder meer het organiseren van bijeenkomsten en publiekscampagnes. Ook organiseert dit gilde jaarlijks de moderne Hanzedagen.